# Everybody Knows (album)
Albums de The Young Gods
Knock on Wood - The Acoustic Sessions
(2008) Data Mirage Tangram
(2019)
Everybody Knows est le onzième album studio du groupe de rock industriel suisse, The Young Gods. Il est sorti le 5 novembre 2010 sur le label suisse Two Gentlemen et a été produit par Franz Treichler et Roli Mosimann.
Cet album fut enregistré en Belgique (studios ICP), en Pologne (studio Saraswati) et en Suisse (studio Artamis). Il se classa à la 9e place des charts suisses.

## Liste des titres
| No  | Titre              | Auteur             | Durée |
| --- | ------------------ | ------------------ | ----- |
| 1.  | Sirius Business    | TYG                | 0:42  |
| 2.  | Blooming           | TYG, Roli Mosimann | 4:48  |
| 3.  | No Land's Man      | TYG, Mosimann      | 5:01  |
| 4.  | Mister Sunshine    | TYG, Mosimann      | 7:03  |
| 5.  | Miles Away         | TYG, Mosimann      | 9:58  |
| 6.  | Two to Tango       | TYG, Mosimann      | 3:35  |
| 7.  | Introducing        | TYG                | 3:53  |
| 8.  | Tenter le Grillage | TYG, Mosimann      | 4:51  |
| 9.  | Aux Anges          | TYG                | 2:21  |
| 10. | Once Again         | TYG                | 8:08  |

## Musiciens
The Young Gods
- Franz Treichler: chant
- Al Comet: claviers
- Bernard Trontin: batterie, percussions
- Vincent Hänni: guitares

Musicien additionnel
- Roli Mosimann: percussions, synthétiseur

## Chart
| Pays                         | Durée du classement | Meilleur classement | Date             |
| ---------------------------- | ------------------- | ------------------- | ---------------- |
| Suisse (Schweizer Hitparade) | 5 semaines          | 9e                  | 21 novembre 2010 |